# کارلتن (آلاباما)
کارلتن (به انگلیسی: Carlton) شهرکی در شهرستان کلارک ایالت آلاباما است که مساحت آن ۱۱٫۷۴ کیلومترمربع است و در سرشماری سال ۲۰۱۰ میلادی، ۶۵ نفر جمعیت داشته و تراکم جمعیتی آن، ۵٫۵۴ در کیلومترمربع بوده است.